# N814 (België)
De N814 is een gewestweg in de Belgische provincies Luxemburg en Luik. De route verbindt Wârre (N833) met Oneux (N638). De route heeft een lengte van ongeveer 5 kilometer en bestaat uit twee rijstroken voor beide rijrichtingen samen. Oorspronkelijk liep de N814 nog door tot in het dorp Wârre en sloot aan de op de N813. De afstand op de kilometerpaaltjes is dan ook vanaf Wârre-dorp berekend. Dit gedeelte had eerder het wegnummer N31a. In 2009 waren de kilometerpaaltjes 0 en 1 met N31a te vinden in Wârre.